# James Scullin

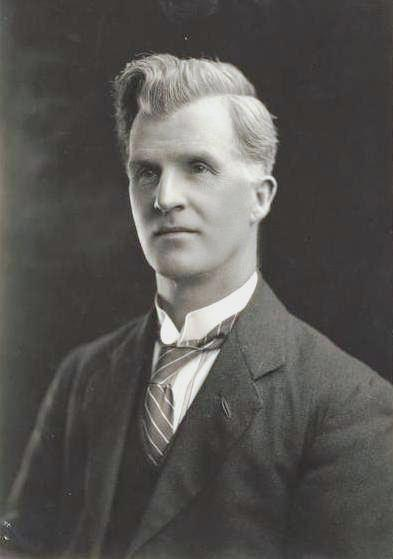
James Scullin (1920er)

James Henry Scullin (* 18. September 1876 in Trawalla, Victoria; † 28. Januar 1953 in Melbourne, Victoria) war der 9. Premierminister Australiens. Seine Amtszeit dauerte vom 22. Oktober 1929 bis zum 6. Januar 1932. Er war der erste Katholik in diesem Amt. Vom 26. April 1928 bis zum 22. Oktober 1929 sowie vom 6. Januar 1932 bis zum 1. Oktober 1935 war er der Oppositionsführer.

## Die Zeit bevor er Premierminister wurde (bis Oktober 1929)
James Scullin wurde in Trawalla als fünftes von neun Kindern John und Ann Scullins, geb. Logan, geboren. Sein Vater war ein Eisenbahner irischer Abstammung. Zunächst ging er in Trawalla und später in Ballarat auf die Schule. Mit 14. Jahren fing er an zu arbeiten. In den ersten Jahren tat er dies in wechselnden Beschäftigungen. Nebenher bildete er sich an Abendschulen und an den Wochenenden in öffentlichen Bibliotheken weiter.
Er war von klein auf politisch sehr interessiert, so dass er 1903 einem Komitee bei, welches als einer der Vorläufer der Australian Labor Party (ALP) in Victoria angesehen werden kann. Ein Weggefährte war unter anderen auch John Curtin, welcher in derselben Gegend Victorias aufgewachsen war.
Im Jahre 1906 wurde er bei den Parlamentswahlen erstmals als Kandidat für einen Sitz im Repräsentantenhaus aufgestellt. Da sein politischer Gegner im Wahlkreis Ballarat der damalige Premierminister Alfred Deakin war, hatte er allerdings keine Chancen auf Erfolg. Am 11. November 1907 heiratete er in Ballarat Sarah Maria McNamara (1880–1962). Seine Ehe blieb allerdings kinderlos.
Bei den Parlamentswahlen des Jahres 1910 konnte er erstmals als Abgeordneter in das Repräsentantenhaus einziehen. Sein Wahlkreis war dieses Mal Corangamite. Seinen Sitz verlor er allerdings bei den nächsten Wahlen 1913 gleich wieder.
In den folgenden acht Jahren war er der Herausgeber des Evening Echo, einer Tageszeitung der ALP in Ballarat. Während dieser Zeit wurde er als einer der führenden politischen Redner seiner Partei bekannt. Gleichzeitig war er einer der entschiedensten Gegner der Wehrpflicht in Australien. Seine Einstellung kam der eines aufrechten Pazifisten sehr nahe. James Scullin brachte seinerzeit den Antrag ein, alle Anhänger der Wehrpflicht aus der Partei ausschließen zu lassen, welcher sich auch gegen den damals amtierenden Premierminister Billy Hughes wie auch den vormaligen Premierminister Chris Watson richtete. Diese Streitfrage führte daraufhin zur Abspaltung der National Labour Party unter Billy Huges von der ALP.
Nachdem James Scullin 1920 vergeblich versuchte einen Sitz im Landesparlament von Victoria zu erhalten, konnte er bei Nachwahlen im Jahre 1923 für den Wahlkreis Yarra wieder ins Repräsentantenhaus einziehen. Diesen Sitz musste er bis zu seinem krankheitsbedingten Eintritt in den Ruhestand 1949 nicht mehr aufgeben.
1927 stieg er bis zum stellvertretenden Parteivorsitzenden und am 28. April 1928 schließlich zum Parteivorsitzenden der ALP in der Nachfolge von Matthew Charlton auf. Er wurde somit auch zum Oppositionsführer.

## Die Zeit als Premierminister (Oktober 1929 bis Januar 1932)
Die vorgezogenen Neuwahlen zum Repräsentantenhaus am 12. Oktober 1929 führten zu einem hohen Wahlsieg für die ALP, so dass James Scullin in der Folge am 22. Oktober 1929 zum Premierminister ernannt werden konnte. Die konservative Opposition allerdings behauptete die Mehrheit im Senat, da dieser nicht neu gewählt wurde.
James Scullins Amtszeit war von der schweren Wirtschaftskrise geprägt, welche zwei Tage nach seinem Amtsantritt am 24. Oktober 1929, dem sogenannten Schwarzen Donnerstag, durch die Kursstürze an der New Yorker Börse ausgelöst wurde.
Der Höhepunkt der Depression traf Australien im Jahre 1930 und löste Massenarbeitslosigkeit aus. Die Regierung Scullin war dieser Situation nicht gewachsen. Zerrüttete Staatsfinanzen bei gleichzeitig steigenden Ausgaben zwangen ihn den Goldstandard für das Australische Pfund, der damaligen Währung, aufzuheben und hohe Zölle auf Warenimporte zu erheben. Zudem mussten die Haushaltsausgaben stark eingeschränkt werden.
Die ALP war über diese Maßnahmen innerlich zerrissen und auch der Rücktritt seines Finanzministers Ted Theodore im Juni 1930, dieser stolperte über eine Affäre aus seiner Amtszeit als Premierminister von Queensland, verbesserten die Lage der Regierung nicht. Der von der Opposition kontrollierte Senat stand James Scullin ohnedies zunehmend ablehnend gegenüber.
Anfang des Jahres 1931 setzte James Scullin zum einen entgegen den damals üblichen Gepflogenheiten beim Nominierungsverfahren und zum anderen gegen den Widerstand König Georgs V Isaac Isaacs als neuen Generalgouverneur durch. Dieser war der erste in Australien geborene und zudem der erste Jude in diesem Amt.
Im Jahre 1931 verschlechterte sich James Scullins Regierungsfähigkeit als im Januar zwei seiner Minister anlässlich der Wiederernennung von Ted Theodore zum Finanzminister zurücktraten. Einer der beiden war Joseph Lyons, sein späterer Nachfolger im Amt des Premierministers. Sie taten sich mit der oppositionellen Nationalist Party of Australia zusammen und gründeten die United Australia Party. Im Oktober spaltete sich zudem eine weitere Gruppe von Parteimitgliedern um den Premierminister von New South Wales, Jack Lang, von der ALP ab und gründeten die Lang Labor Group. James Scullins Regierung stürzte am 25. November 1931, als sich diese neue Gruppe mit der Opposition zusammentat und ein Misstrauensvotum gegen ihn unterstützte.
Die notwendigen Neuwahlen am 19. Dezember 1931 brachten der Opposition unter Joseph Lyons die Regierungsmehrheit und so wurde James Scullin am 6. Januar 1932 von diesem im Amt abgelöst.
Noch in seine Amtszeit fiel die Benennung des Scullin-Monolithen, einer Felsformation in der Antarktis. Mit dieser Benennung ehrte der australische Polarforscher Douglas Mawson Scullins Unterstützung für die British Australian and New Zealand Antarctic Research Expedition (1929–1931).

## Die Zeit nachdem er Premierminister war (ab Januar 1932)
Nach dieser Wahlniederlage und seiner Ablösung als Premierminister blieb James Scullin zunächst Oppositionsführer. Erst nach einer erneuten verlorenen Parlamentswahl Mitte September 1935, gab er den Parteivorsitz der ALP am 1. Oktober an John Curtin ab. Seinen Sitz im Repräsentantenhaus behielt er weiterhin und ununterbrochen bis zu den Wahlen im Dezember 1949, bei denen er krankheitsbedingt nicht mehr antreten konnte. Einen Ministerposten füllte er nach seiner Amtszeit als Premierminister nicht mehr aus. Ein derartiges Angebot John Curtins musste er schon 1941 aus gesundheitlichen Gründen ablehnen, war aber in verschiedenen Positionen ein geschätzter Berater der ihm nachfolgenden Premierminister.
Nach vielen Krankheitsjahren, zuletzt bettlägerig, verstarb er am 28. Januar 1953 in seinem Haus in Hawthorn, einen Vorort von Melbourne.